# Марко Валерије Месала Барбат
Марко Валерије Месала Барбат (лат. Marcus Valerius Messala Barbatus, 11. п. н. е.-20/21. н. е.) био је римски конзул, најпознатији као отац римске царице Валерије Месалине, сестрић у другом колену цара Октавијана Августа и таст цара Клаудија.
Рођен је као син Марка Валерија Месале Месалина и Клаудије Марцеле Млађе. Његов отац је два пута служио као конзул, деда по оцу му је био познати говорник Марко Валерије Месала Корвин, а деда и баба по мајци војсковођа Гај Клаудије Марцел Млађи и Октавија Млађа, сестра цара Октавијана Августа.
Оженио је своју рођаку, Домицију Лепиду Млађу.. Брак је склопљен око 15. н. е. и у њему су се родили Марко Валерије Месала Корвин, конзул 58, и будућа царица Валерија Месалина.
Месала Барбат био је конзул 20. н. е. Неки историчари верују да је умро 20. или 21. године. Зна се да је имао старију полусестру, Клаудију Пулхру, која се удала за римског генерала и политичара Публија Квинтилија Вара и сестру Валерију (рођену 10. п. н. е.), удату за Луција Випстанија Гала, претора за 17. годину.